# Konstantin Sakaev
Konstantin Sakaev (13 de abril de 1974) é um jogador de xadrez da Rússia com participações nas Olimpíadas de xadrez. Sakaev participou das edições de Moscou(1994), Elista (1998) e Istambul (2000),  ajudando a "equipe B" russa a conquistar bronze em 1994 e duas de ouro com a equipe principal. Seu melhor resultado individual foi o quarto lugar em 1998 e 2000, jogando no segundo tabuleiro reserva e primeiro tabuleiro reserva.